# Torres de Barbués
Torres de Barbués ist eine Gemeinde in der Provinz Huesca in der Autonomen Gemeinschaft Aragonien in Spanien. Sie liegt in der Comarca Monegros in den Llanos de la Violada im Gebiet des Río Flumen südlich von Huesca.

## Gemeindeteile
In der Zeit der Franco-Herrschaft wurde im Rahmen der Binnenkolonisation zwischen 1960 und 1970 der Gemeindeteil Valfonda de Santa Ana errichtet.

## Bevölkerungsentwicklung seit 1991
| 1991 | 1996 | 2001 | 2004 |
| ---- | ---- | ---- | ---- |
| 428  | 370  | 358  | 335  |

## Sehenswürdigkeiten
- Die Pfarrkirche San Pedro aus dem 17. Jahrhundert im Barockstil mit rechteckigem Glockenturm vom Ende des 19. Jahrhunderts.